# Pibor (rzeka)
Pibor – rzeka w Sudanie Południowym tworząca w dolnym biegu część granicy pomiędzy Sudanem Południowym a Etiopią, o długości około 320 km oraz powierzchni dorzecza 10 000 km². Pibor swoje źródło posiada w południowo-wschodniej części Sudanu Południowego. Przepływa przez miasto o tej samej nazwie.
Łączy się z rzeką Baro na południowy wschód od miasta Nasir na granicy Sudanu Południowego z Etiopią, tworząc rzekę Sobat. Jednym z dopływów jest rzeka Akobo.